# Buffalo Springs (Texas)
Pour les articles homonymes, voir Buffalo Springs.
Buffalo Springs est un village situé à l'est de la partie centrale du comté de Lubbock, au Texas, aux États-Unis,.

## Démographie
Lors du recensement de 2010, la ville comptait une population de 453 habitants. Elle est estimée, en 2016, à 449 habitants.

### Source de la traduction
- (en) Cet article est partiellement ou en totalité issu de l’article de Wikipédia en anglais intitulé « Buffalo Springs, Texas » (voir la liste des auteurs).